# Mistrzostwa Azji we Wspinaczce Sportowej 2009
Mistrzostwa Azji we Wspinaczce Sportowej 2009 – 18. edycja Mistrzostw Azji we wspinaczce sportowej, która odbyła się w dniach 28–30 sierpnia 2009 w południowokoreańskim Chuncheon.
Podczas zawodów wspinaczkowych zawodnicy i zawodniczki rywalizowali w 6 konkurencjach.

## Konkurencje
Mężczyźni
- bouldering, prowadzenie i na czas

Kobiety
- bouldering, prowadzenie i na czas

## Uczestnicy
Zawodnicy i zawodniczki podczas zawodów wspinaczkowych w 2009 roku rywalizowali w 6 konkurencjach. Łącznie do mistrzostw Azji zgłoszonych zostało 149 wspinaczy(każdy zawodnik ma prawo startować w każdej konkurencji o ile do niej został zgłoszony i zaakceptowany przez IFCS i organizatora zawodów).  W klasyfikacji medalowej  mistrzostw Azji zwyciężyli Japończycy; zdobywając łącznie 7 medali (w tym 3 złotych, 3 srebrne oraz 1 brązowy).
| Lp.   |           | ↓ Uczestnicy – konkurencje → |    | bouldering | prowadzenie | na czas |
| ----- | --------- | ---------------------------- | -- | ---------- | ----------- | ------- |
| 1.    | Mężczyźni | 40                           | 19 | 30         |             |         |
| 2.    | Kobiety   | 19                           | 24 | 17         |             |         |
| Razem | Razem     | Razem                        | 59 | 43         | 47          |         |

## Medaliści
| Konkurencja   | Złoto                             | Srebro                          | Brąz                             |
| ------------- | --------------------------------- | ------------------------------- | -------------------------------- |
| Mężczyźni     |                                   |                                 |                                  |
| bouldering.   | Korea Południowa · Son Sang-won   | Japonia · Tsukuru Hori          | Japonia · Kazuma Watanabe        |
| prowadzenie.  | Korea Południowa · Son Sang-won   | Korea Południowa · Min Hyun-bin | Japonia · Hidekazu Ito           |
| wsp. na czas. | Kazachstan · Aleksandr Nigmatulin | Chiny · Zhong Qixin             | Kazachstan · Michaił Jekimenko   |
| Kobiety       |                                   |                                 |                                  |
| bouldering.   | Japonia · Akiyo Noguchi           | Korea Południowa · Kim Ja-in    | Korea Południowa · Kim In-kyoung |
| prowadzenie.  | Korea Południowa · Kim Ja-in      | Akiyo Noguchi Han Seu-ran       | B/M                              |
| wsp. na czas. | Chiny · Li Chunhua                | Chiny · He Cuifang              | Kazachstan · Dinara Irsalijewa   |

## Klasyfikacja medalowa
* Gospodarz zawodów został zaznaczony tym kolorem.
|                   |                   |   |   |   |    |  |  |  |  |
| 1                 | Korea Południowa  | 3 | 3 | 1 | 7  |  |  |  |  |
| 2                 | Japonia           | 1 | 2 | 2 | 5  |  |  |  |  |
| 3                 | Chiny             | 1 | 2 | 0 | 3  |  |  |  |  |
| 4                 | Kazachstan        | 1 | 0 | 2 | 3  |  |  |  |  |
| Ogółem (4 państw) | Ogółem (4 państw) | 6 | 7 | 5 | 18 |  |  |  |  |

Źródła: